# Colonisation de l'Afrique
 (juin 2023).
La colonisation de l'Afrique constitue l'ensemble des processus de colonisation s'étant opérés sur le continent africain, que ce soit à l'époque ancienne, médiévale ou moderne, et ce, considérant la définition évolutive du terme de « colonisation ». 
Différentes colonies ont été établies sur le continent africain, et ce, dès la période antique : c'est le cas des Grecs, des Romains, des Arabes et potentiellement des Malais. Selon les époques et les groupes concernés, la colonisation a pu durer plusieurs siècles ou être limitée dans le temps.
Auprès du grand public, lorsqu'il s'agit d'évoquer le colonialisme en Afrique, les discours se concentrent généralement sur les conquêtes européennes de l'ère du nouvel impérialisme et de la ruée vers l'Afrique (1884-1914). Viennent ensuite les questions relatives à la décolonisation progressive de plusieurs États, après la Seconde Guerre mondiale.
Les principales puissances impliquées dans la colonisation moderne de l'Afrique sont la Grande-Bretagne, la France, l'Allemagne, le Portugal, l'Espagne et l'Italie. Dans presque tous les pays africains aujourd'hui, la langue utilisée au gouvernement et dans les médias est celle qui a été imposée par une puissance coloniale au sein du pays. Toutefois, la plupart des gens parlent toujours leur langue maternelle africaine et connaissent différents dialectes.

## Contexte historique

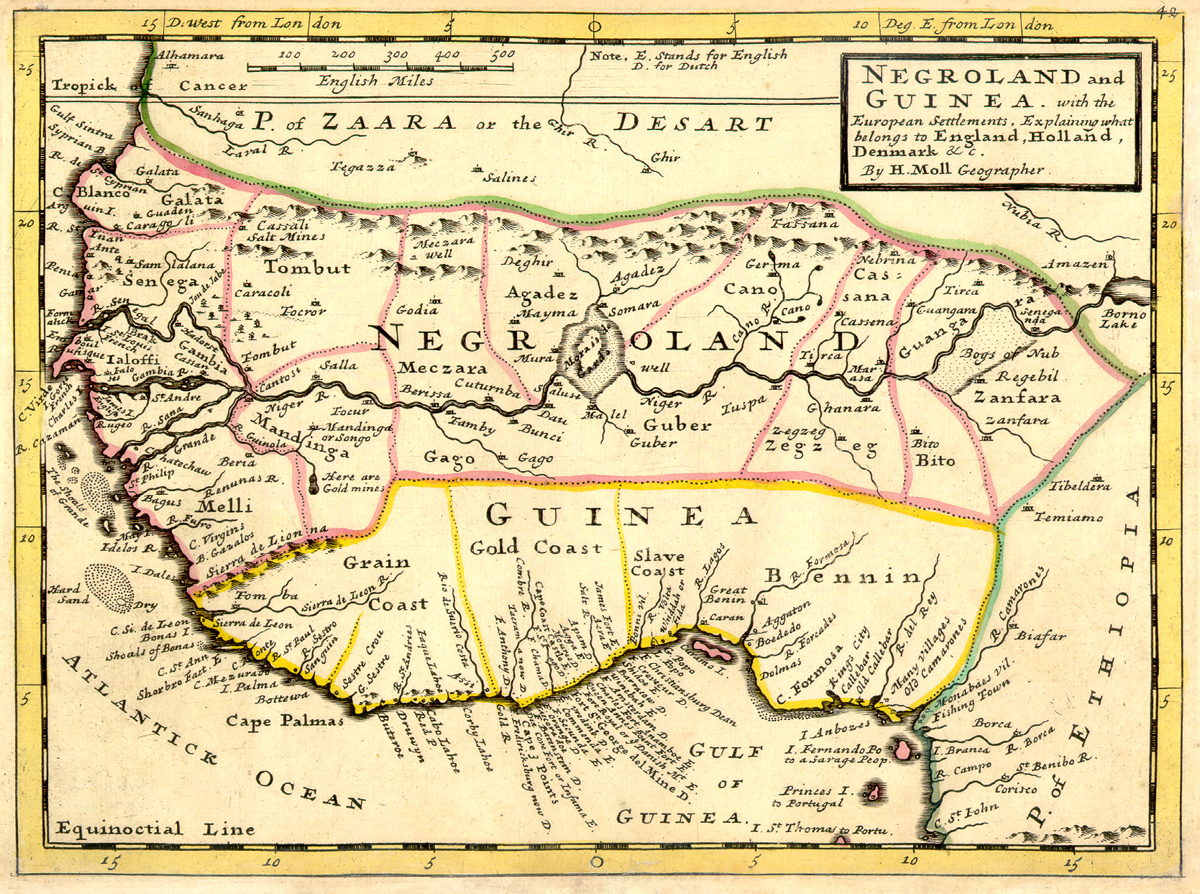
Carte de l'Afrique de l'Ouest, vers 1736, qui "explique ce qui appartient à l'Angleterre, à la Hollande, au Danemark etc.".

Selon les époques, l'Afrique a été sous le joug de différents pays impliqués dans sa colonisation :
- Dans les temps anciens, les peuples d'Europe du Sud et d'Asie occidentale ont colonisé l'Afrique du Nord, tandis que les peuples d'Asie du Sud-Est se sont orientés vers Madagascar.
- Au Moyen Âge, l'Afrique du Nord et de l'Est a encore été colonisée par des peuples d'Asie occidentale.
- À partir de l'ère moderne, les Européens de l'Ouest ont colonisé toutes les parties du continent. Ce processus voit son point culminant avec la ruée vers l'Afrique à la fin du 19e siècle.

## Colonisation antique et médiévale

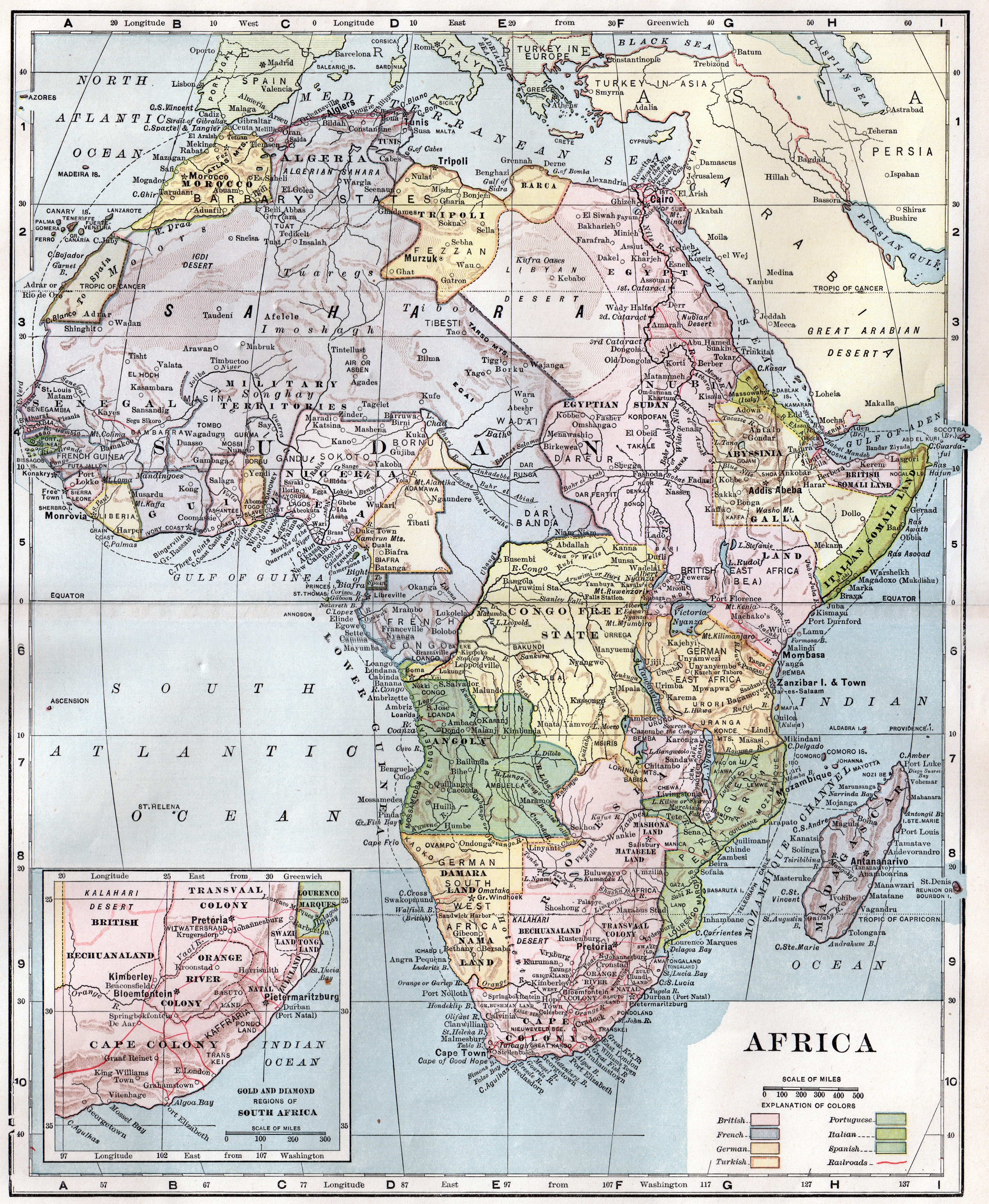
Carte de l'Afrique en 1910.

Dans l'Antiquité, c'est d'abord l'Afrique du Nord qui connaît la colonisation en provenance d'Europe et de l'Asie occidentale, notamment à travers l'arrivée des Grecs et des Phéniciens.
- L'Afrique du Nord et Carthage

En 513 av. J.-C., les Grecs essaient d'établir une colonie entre Cyrène et Carthage qui se solde par l'expulsion conjointe par les populations locales et carthaginoise des colons grecs.
Une colonie marchande grecque est toutefois établie sous le règne du pharaon égyptien Amasis (570-526 av. J.-C.) à Naucratis à environ 80 kilomètres d'Alexandrie. À peu près à la même époque, les Grecs colonisent également la Cyrénaïque. Pour rappel, Alexandre le Grand (356-323 av. J.-C.) fonda Alexandrie lors de sa conquête de l'Égypte, qui est devenue l'une des principales villes de l'époque hellénistique et romaine. Alexandrie était un centre commercial et culturel ainsi qu'un quartier général militaire et un centre de communication
Les Phéniciens ont, pour leur part, établi plusieurs colonies le long de la côte d'Afrique du Nord. Certaines sont assez anciennes, comme Utica qui a été fondée vers 1100 av. J.-C. Ce serait également le cas de Carthage, qui signifie Ville Nouvelle, et dont la date de fondation est traditionnellement estimée vers 814 av. J.-C. Carthage se situait dans la Tunisie actuelle. Puissance majeure de la Méditerranée au IVe siècle avant J.-C., le récit d'Hannon, rapporte que les Carthaginois avaient envoyé des expéditions pour explorer et établir des colonies le long de la côte atlantique de l'Afrique. Carthage a été complétement détruite par les Romains, lors de la troisième et dernière guerre entre eux et la ville (la troisième guerre punique, qui a eu lieu vers 150-146 avant J.-C.)
Carthage fait l'objet de différents plans pour rétablir une colonie romaine sur son site initial, à partir de la fin du IIe siècle avant J.-C. C'est Auguste qui fera aboutir ces plans pour que Carthage serve de capitale de la province romaine du continent africain d'Afrique.
Au Ve siècle après J.-C., les Vandales gothiques y établirent brièvement un royaume, qui retomba peu après aux Romains Byzantins. L'ensemble de l'Afrique du Nord romaine / byzantine tombe deux siècles plus tard aux mains des populations arabes. Les Arabes y introduisent la langue arabe et l'islam au début de la période médiévale. Les Malais ont introduit pour leur part des variations de leur langue à Madagascar quelque temps plus tôt.
La plus ancienne ville moderne qui a été fondée par les Européens sur le continent africain est celle du Cap, en Afrique du Sud. Elle a été fondée par la Compagnie néerlandaise des Indes orientales en 1652. La ville était considérée comme une escale à mi-chemin pour le passage des navires européens naviguant vers l'est.

## Début de la période moderne
Les premières expéditions européennes sont conduites par les Portugais qui se sont concentrées sur la colonisation d'îles auparavant inhabitées. C'est le cas des îles du Cap-Vert et l'île de São Tomé par exemple. Ils y ont établis des forts côtiers comme base pour le commerce. Les Espagnols se sont aussi intéressés aux îles Canaries au large de la côte ouest-africaine et la Guinée équatoriale, en fondant Ceuta et Melilla sur le continent africain avant 1830.

## L'Afrique au cœur des enjeux internationaux

Zones contrôlées par les puissances coloniales européennes sur le continent africain en 1913, illustrées avec les frontières nationales actuelles.
Belgique
Royaume-Uni
France
Italie
Allemagne
Portugal
Espagne
Non contrôlée

Plusieurs empires bien établis, tels que la Grande-Bretagne, la France, l'Espagne ou le Portugal, avaient déjà revendiqué des zones côtières avant l'époque moderne mais n'avaient pas pénétré plus profondément à l'intérieur des terres africaines. Les Européens contrôlaient un dixième de l'Afrique, principalement le long de la Méditerranée et dans l'extrême sud.
L'entrée à l'intérieur des terres est initiée par l'une de ses premiers partisans, le roi Léopold de Belgique. Ce dernier a opprimé le bassin du Congo qu'il considérait comme relevant de son propre domaine privé jusqu'en 1908 (où le territoire a été remis à l’État belge).
En 1885, se tient la conférence de Berlin, initiée par Otto von Bismarck pour établir les orientations internationales et éviter les conflits violents entre puissances européennes. Cette conférence officialise le « nouvel impérialisme ». Elle permet aux impérialistes de se déplacer à l'intérieur des terres, leur évitant tout conflit entre eux. La seule menace sérieuse de violence inter-impériale est celle survenue lors de l'incident de Fashoda en 1898 entre la Grande-Bretagne et la France. Cet incident a été réglé sans violence militaire significative entre les pays colonisateurs.
Entre 1870 et 1914, l'Europe acquiert près de 23 000 000 km2 – soit près d'un cinquième de la superficie terrestre du globe – du fait de ses possessions coloniales d'outre-mer.
L'impérialisme a été conduit selon des politiques nationales différentes mais ayant pour point commun l'intérêt économique des États colonisateurs et une application de leurs pouvoirs dans la violence à l'encontre des populations locales. Ainsi, d'un point de vue administratif « [l]es Français, les Portugais, les Allemands et les Belges exerçaient un type d'administration hautement centralisé appelé « règle directe » ». Les Britanniques ont, quant à eux, cherché à gouverner en identifiant les détenteurs du pouvoir locaux et en les encourageant ou en les forçant à administrer pour l'Empire britannique. Il s'agit de la « règle indirecte ». La France gouvernait depuis Paris, en nommant des chefs sur place, sans tenir compte des critères traditionnels mais plutôt de leur loyauté envers la France. La France a établi deux grandes fédérations coloniales en Afrique, l'Afrique occidentale française et l'Afrique équatoriale française. La France nommait les fonctionnaires de l'État, votait des lois et devait approuver toutes les mesures adoptées par les assemblées coloniales.
Les Alliés de la Première Guerre mondiale et de la Seconde Guerre mondiale ont largement utilisé la main-d'œuvre et les soldats africains pendant les guerres.

### Révoltes et rébellions
De nombreuses révoltes et rébellions ont eu lieu tout au long des différentes périodes coloniales et impérialistes.
Dans les colonies allemandes, des groupes locaux en Afrique orientale allemande résistent au travail et à la fiscalité forcée perpétré par les Allemands. Lors de la révolte d'Abushiri, les Allemands sont ainsi presque chassés de la région en 1888. En 1905, les Allemands se font surprendre par la rébellion Maji Maji. Si la révolte est un succès à ses débuts, l'insurrection se fait réprimer par des troupes de renfort armées de mitrailleuses moins d'un an après qu'elle a éclaté. Les tentatives allemandes de prendre le contrôle de l'Afrique du Sud-Ouest se sont vues confrontées à une résistance ardente, qui a été réprimée avec beaucoup de force, ce qui a conduit, par exemple, au génocide Herero et Namaqua.
Dans la colonie belge, le roi Léopold II de Belgique nomme sa vaste colonie privée l'État indépendant du Congo. Son traitement barbare des Africains déclenche une forte protestation internationale et les puissances européennes le force à abandonner le contrôle de la colonie au Parlement belge en 1908 .
Dans ses travaux, Vincent Khapoya relève l'attention importante des puissances coloniales à l'économie de la colonisation. Cette économie comprenait : l'acquisition de terres, le travail souvent forcé, l'introduction de cultures et de rente, parfois même au détriment des cultures vivrières, la modification des modèles commerciaux inter-africains de l'époque précoloniale, l'introduction de travailleurs indiens, etc. Les puissances coloniales se seraient ensuite concentrées sur l'abolition de l'esclavage, le développement des infrastructures et l'amélioration de la santé et de l'éducation.

## Décolonisation

Carte de l'Afrique en 1939.

Toujours d'après les travaux de Vincent Khapoya, il est important de souligner la résistance des puissances face à leur domination en Afrique et à leur entreprise de colonisation. De plus, la supériorité technique a contribué à la conquête et au contrôle des populations locales. Si certains Africains favorables à l'indépendance ont reconnu la valeur de l'éducation européenne dans leurs relations avec les Européens en Afrique, d'autres ont établi leurs propres églises, rétablis leurs cultes et plus largement leurs cultures. Les Africains ont également souligné les preuves inégales de gratitude qu'ils ont reçues (ou non) du fait de leurs efforts pour soutenir les pays impérialistes durant les deux guerres mondiales.
Alors que les frontières imposées par les Européens ne correspondaient pas aux territoires traditionnels, ces nouveaux territoires ont été à l'origine de la constitution d'entités qui ont vu émerger des voix politiques influentes, permettant d'accéder à terme à l'indépendance de leurs pays. Parmi les groupes locaux ainsi concernés figuraient des professionnels tels que les avocats et des médecins, des membres de la petite bourgeoisie (employés de bureau, enseignants, petits commerçants), les travailleurs urbains, les agriculteurs de rente, les paysans, etc. Les syndicats et autres associations initialement apolitiques se sont transformés en mouvements politiques.
La principale période de décolonisation en Afrique a commencé après la Seconde Guerre mondiale. Les mouvements d'indépendance se sont alors fortement développés à travers des partis politiques et des syndicats indigènes, qui ont assuré la décolonisation de la majorité du continent dans les années 1980. Certaines régions (en particulier l'Afrique du Sud et la Namibie) conservent une importante population d'origine européenne. Seules les enclaves espagnoles de Ceuta et Melilla sont encore gouvernées par un pays européen. Alors que les îles de la Réunion et Mayotte, Sainte-Hélène, Ascension et Tristan Da Cunha, les îles Canaries et Madère restent toutes sous contrôle français, britannique, espagnol ou portugais, ces deux derniers n'ayant jamais fait partie d'aucun régime africain et ont des populations majoritairement européennes. Cela montre que la décolonisation est un processus long et lent, et que les anciennes puissances coloniales continuent à avoir différentes formes d'influences sur leurs anciens territoires colonisés.

### Le cas français
Alors que les Britanniques cherchaient à suivre un processus de transfert progressif du pouvoir et donc d'indépendance, la politique française d'assimilation s'est heurtée à un certain ressentiment, notamment en Afrique du Nord. Si le Maroc et la Tunisie se voient octroyer l'indépendance en mars 1956, c'est une lutte armée longue, sanglante et violente qui aboutira à l'indépendance de l'Algérie (la guerre se tenant entre 1954-1962). Ainsi lorsque le président Charles de Gaulle a organisé un référendum en 1958 sur la question, seule la Guinée a voté pour l'indépendance pure et simple. Néanmoins, en 1959, la France a amendé la constitution pour permettre aux autres colonies cette option.

### Le cas des colonies britanniques
Les agriculteurs de l'Afrique orientale britannique ont été bouleversés par les tentatives de prendre leurs terres et d'imposer des méthodes agricoles contre leurs souhaits et leurs expériences. Au Tanganyika, Julius Nyerere a exercé une influence non seulement parmi les Africains, unis par la langue swahili commune, mais aussi sur certains dirigeants blancs dont la voix disproportionnée en vertu d'une constitution racialement pondérée était significative. Il est devenu le chef du Tanganyika indépendant en 1961.
Au Kenya, les colonisateurs blancs avaient expulsé les métayers africains à partir des années 1930. En découlent de nombreux conflits dans la décennie suivante qui se sont intensifiés en 1952. Il faut attendre 1955 pour que cette révolte soit réprimée par la Grande-Bretagne et seulement 1960 pour que la Grande-Bretagne accepte le principe de la règle de la majorité africaine. Le Kenya est devenu indépendant trois ans plus tard, en 1963.

## Cadres théoriques
Au sein de la recherche en sciences sociales, la théorie du colonialisme aborde les problèmes et les conséquences de la colonisation d'un pays. De nombreuses recherches sont menées pour explorer ces concepts et mieux comprendre les enjeux liés à la colonisation et à la décolonisation.

### Walter Rodney
L'historien et activiste guyanais Walter Rodney est l'auteur de l'ouvrage Comment l'Europe a sous-développé l'Afrique. Il y expose que l'Afrique a été pillée économiquement par l'Occident à travers l'exploitation économique de ses ressources et de ses populations. À partir d'une analyse marxiste, il analyse les modes d'extraction des ressources et le sous-développement systématique de l'Afrique par l'Europe. Il en conclut que la structure de l'Afrique et de l'Europe actuelles peuvent, grâce à une analyse comparative, être attribuées à la traite négrière atlantique et au colonialisme. Il inclut également une analyse au prisme du genre et remarque en ce sens que les droits des femmes africaines ont encore été réduits pendant le colonialisme[réf. nécessaire].

### Mahmoud Mamdani
Mahmood Mamdani est l'auteur de l'ouvrage : Citizen and Subject publié en 1996. Le point central de son argumentaire est que l'État colonial en Afrique a pris la forme d'un État dit « bifurqué », soit « deux formes de pouvoir sous une seule autorité hégémonique ». En ce sens, l'État colonial en Afrique aurait été divisé en deux. D'une part, un État était dédié aux populations européennes coloniales et, de l'autre, un État était spécifique aux populations indigènes. D'après le chercheur, le pouvoir colonial se concentrait principalement dans les villes urbaines et était composé par des gouvernements élus. Le pouvoir indigène se trouvait dans les villages ruraux et était gouverné par des autorités tribales. Mamdani souligne qu'en milieu urbain, les institutions autochtones n'étaient pas reconnues. Les indigènes, dépeints comme non civilisés par les Européens, ont été exclus des droits de citoyenneté. La division de l'État colonial a ainsi créée une ségrégation raciale entre le « citoyen » européen et le « sujet » africain et une division entre les institutions gouvernementales.

### Achille Mbembe

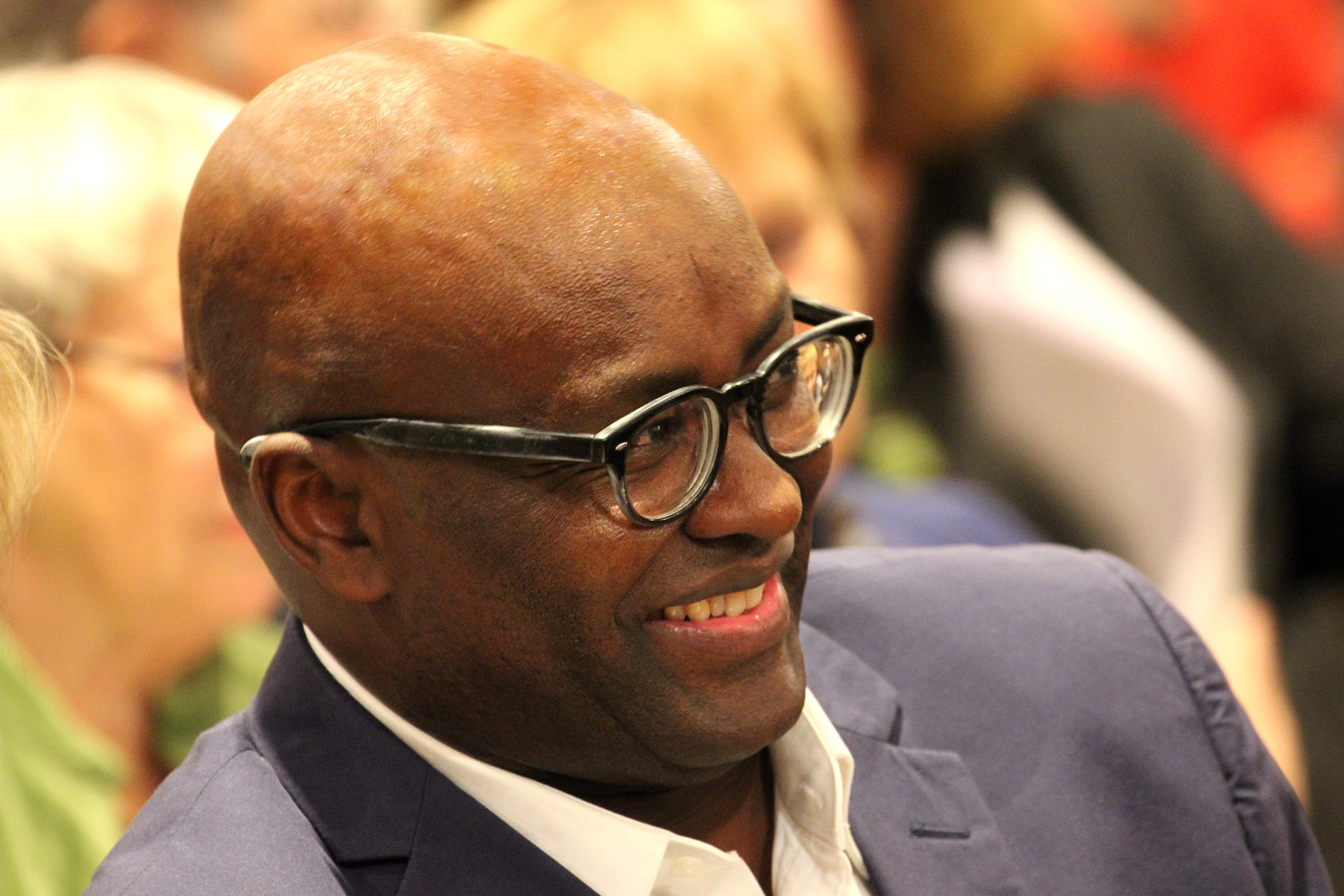
Portrait d'Achille Mbembe.

Achille Mbembe est un historien, un théoricien politique et un philosophe camerounais qui a beaucoup écrit et théorisé sur la vie dans la colonie et le cadre postcolonial. Son livre On the Postcolony, publié en 2000, examine de manière critique la vie postcoloniale en Afrique. Il s'agit d'un ouvrage important dans le domaine du postcolonialisme et qui a fait date. A travers l'examen de la postcolonie, Mbembe révèle les modes d'exercice du pouvoir en Afrique coloniale. Il rappelle au lecteur que les puissances coloniales ont exigé l'utilisation des corps africains de manière particulièrement violente à des fins de travail ainsi que pour façonner des identités colonisées soumises. Le rapport au corps est dès lors un enjeu crucial pour les colons, qui n'ont cessé de les mettre à l'épreuve et de les maltraiter.
En proposant une étude comparative entre le pouvoir au sein des  colonies et celui en place dans un cadre postcolonial, Mbembe démontre que la violence coloniale était exercée sur les corps africains en grande partie pour forcer au travail et obtenir la soumission des populations. Les puissances coloniales européennes étaient intéressées par les ressources naturelles présentes sur le continent africain et avaient besoin de la main-d'œuvre nécessaire pour se charger de l'extraire et de la produire. La construction des villes et des espaces autour des industries en développement était aussi laissée à la charge des populations colonisées. Dans l'idée répandue et stéréotypées que les corps indigènes seraient dégénérés et auraient besoin d'être apprivoisés, les Européens avaient régulièrement recours à la violence pour soumettre les ouvriers et plus largement les populations locales . Les colons considéraient cette violence comme nécessaire et bonne parce qu'elle faisait de l'Africain un travailleur productif. Ils avaient les objectifs simultanés d'utiliser le travail brut et de façonner l'identité et le caractère de "l'Africain". En inculquant aux populations une nature docile, les colonisateurs ont finalement façonné et imposé la manière dont les Africains pouvaient se déplacer dans les espaces coloniaux. La vie quotidienne des colonisés est dès lors devenue une démonstration de soumission faite à travers des exercices comme des projets de travaux publics et la conscription militaire.
Mbembe oppose à la violence coloniale à celle de la violence postcolonie. En effet, Mbembe démontre que la violence reste une composante de la vie postcoloniale, même si elle s'exprime d'une autre façon que celle exercée par les colons dans la période précédente. Pour le chercheur, ce sont les expressions d'excès et d'exagération qui caractérisent cette violence postcoloniale . La théorisation de Mbembe sur la violence au sein des colonies éclaire la relation inégale entre le colonisateur et le colonisé et contribue à rappeler la violence infligée aux corps africains tout au long du processus de colonisation.

### Stéphanie Terreni Brown
Stephanie Terreni Brown est une chercheuse universitaire spécialisée dans le domaine du colonialisme. Dans un article paru en 2014, elle examine comment l'assainissement et la saleté sont utilisés dans les récits coloniaux. Elle utilise pour sa démonstration l'exemple de Kampala. Brown décrit l'abjection comme un processus par lequel un groupe en déshumanise un autre. Elle explique ainsi que ceux qui sont jugés "abjects" sont souvent évités par les autres et considérés comme inférieurs. L'abjection est utilisée très fréquemment comme un mécanisme pour dominer un groupe de personnes et les contrôler. Dans le cas du colonialisme, la chercheuse soutient que ce stratagème est utilisé par l'Occident pour dominer et contrôler la population indigène d'Afrique.
L'abjection passe à travers le recours à des discours liés à la saleté et à l'assainissement qui sont utilisés pour établir des distinctions entre les gouvernants occidentaux et la population locale. La saleté est dès lors considérée comme quelque chose de déplacée. Et tandis que la propreté est attribuée au « groupe », des colonisateurs, la saleté est mise en parallèle avec les peuples autochtones dans une optique de dépréciation. Les réactions de dégoûts et de mécontentement liés à la saleté et à la malpropreté sont souvent relatives aux normes sociales et au contexte culturel plus large, qui ont façonné la perception de l'Afrique.
Brown revient également sur la manière dont les autorités coloniales se préoccupaient de la construction d'un système d'égouts fonctionnels réservés exclusivement aux colons et qui ne se souciaient pas des besoins de la population ougandaise. Cette rhétorique de l'assainissement est là encore majeure, car elle est considérée comme un élément clé de la modernité et de la civilisation. Le manque, ou l'absence, d'assainissement et de systèmes d'égouts appropriés, vient symboliser le fait que les Africains sont perçus et considérés comme des sauvages et individus « non civilisés ». Cela jouant un rôle central dans la façon dont l'Occident a justifié le cas du processus de civilisation dans les colonies et plus largement, dans les espaces extra-européens. Brown fait référence à ce processus d'abjection qui a recours à des discours sur la saleté comme un héritage physique et matériel du colonialisme qui est encore très présent à Kampala et dans d'autres villes africaines aujourd'hui.

### La critique
La théorie critique liée à la colonisation de l'Afrique est largement liée à la condamnation des activités impériales et plus encore aux perceptions impérialistes européennes. La théorie postcoloniale a été dérivée de ce concept anti-colonial/anti-impérial et des chercheurs tels que Mbembe, Mamdani et Brown, et bien d'autres, l'ont utilisé comme récit pour leur travail sur la colonisation de l'Afrique.

« Post colonialism can be described as a powerful interdisciplinary mood in the social sciences and humanities that is refocusing attention on the imperial/colonial past, and critically revising understanding of the place of the west in the world. »

Les géographes postcoloniaux défendent l'idée selon laquelle le colonialisme est toujours présent aujourd'hui, bien que sous des formes différentes de celles du XXe siècle. Les théories de Mbembe, Mamdani et Brown ont toutes un thème commun selon lequel les Africains autochtones ont été traités comme des citoyens non civilisés de seconde classe et que dans de nombreuses anciennes villes coloniales, ce traitement s'est poursuivi jusqu'à nos jours avec un passage de l'importance accordée à la race à celle de la répartition des richesses dans les sociétés actuelles.
L'ouvrage, On the Postcolony a été critiqué par des universitaires tels que Meredith Terreta pour s'être trop concentré sur des nations africaines spécifiques telles que le Cameroun. Des échos de cette critique sont également visibles lorsque l'on s'intéresse au travail de Mamdani dont les théories sont remises en question, notamment sur le problème de la généralisation des propos. En effet, dans son argumentaire, l'Afrique est perçue sous une vision homogène, qui, en réalité, a été colonisée de manière très différente, par des idéologies impériales européennes fondamentalement plurielles et spécifiques aux territoires concernés et aux États colonisateurs en place.

### Lectures complémentaires
- Michael Crowther, The Story of Nigeria, London, Faber and Faber, 1978 (1re éd. 1962)
- Basil Davidson, The African Past, Harmondsworth, Penguin Books, 1966 (1re éd. 1964)
- Gann, Lewis H. Colonialism in Africa, 1870-1960 (1969) Online
- Norman Dwight Harris, Intervention and Colonization in Africa, Houghton Mifflin, 1914 (lire en ligne)
- Hoskins, H.L. European imperialism in Africa (1967) online
- Michalopoulos, Stelios; Papaioannou, Elias (2020-03-01). "Historical Legacies and African Development." Journal of Economic Literature. 58 (1): 53–128.
- Suzanne Miers et Martin A. Klein, Slavery and Colonial Rule in Africa (Slave and Post-Slave Societies and Cultures), Routledge, 1998 (ISBN 9780714644363)
- Nabudere, D. Wadada. Imperialism in East Africa (2 vol 1981) online
- Olson, James S., ed. Historical Dictionary of the British Empire (1996) Online
- Olson, James S., ed. Historical Dictionary of European Imperialism (1991) online
- Pakenham, Thomas (1992). The Scramble for Africa: the White Man's Conquest of the Dark Continent from 1876 to 1912 (13th ed.). London: Abacus.  (ISBN 978-0-349-10449-2).
- Phillips, Anne. The enigma of colonialism : British policy in West Africa (1989) Online
- Walter Rodney, « Comment l'Europe sous-développa l'afrique », B42 EDS,‎ 14 février 2025 (ISBN 9782494983236).